# Chikindzonot (kommun)
Chikindzonot är en kommun i Mexiko.   Den ligger i delstaten Yucatán, i den östra delen av landet, 1 100 km öster om huvudstaden Mexico City. Antalet invånare är 4 162. Arean är 353 kvadratkilometer.
Terrängen i Chikindzonot är mycket platt.
Följande samhällen finns i Chikindzonot:
- Chikindzonot
- Ichmul
- X-Cocmil